# Centralno-Leśny Rezerwat Biosfery
Centralno-Leśny Rezerwat Biosfery (ros. Центрально-лесной государственный природный биосферный заповедник) – ścisły rezerwat przyrody (zapowiednik) w obwodzie twerskim w Rosji. Znajduje się w rejonach andrieapolskim i nielidowskim. Jego obszar wynosi 241,73 km², a strefa ochronna 460,61 km². Rezerwat został utworzony dekretem Rady Komisarzy Ludowych RFSRR z dnia 31 grudnia 1931 roku. W 1985 roku otrzymał status rezerwatu biosfery UNESCO. Dyrekcja rezerwatu znajduje się w miejscowości Zapowiednyj. 

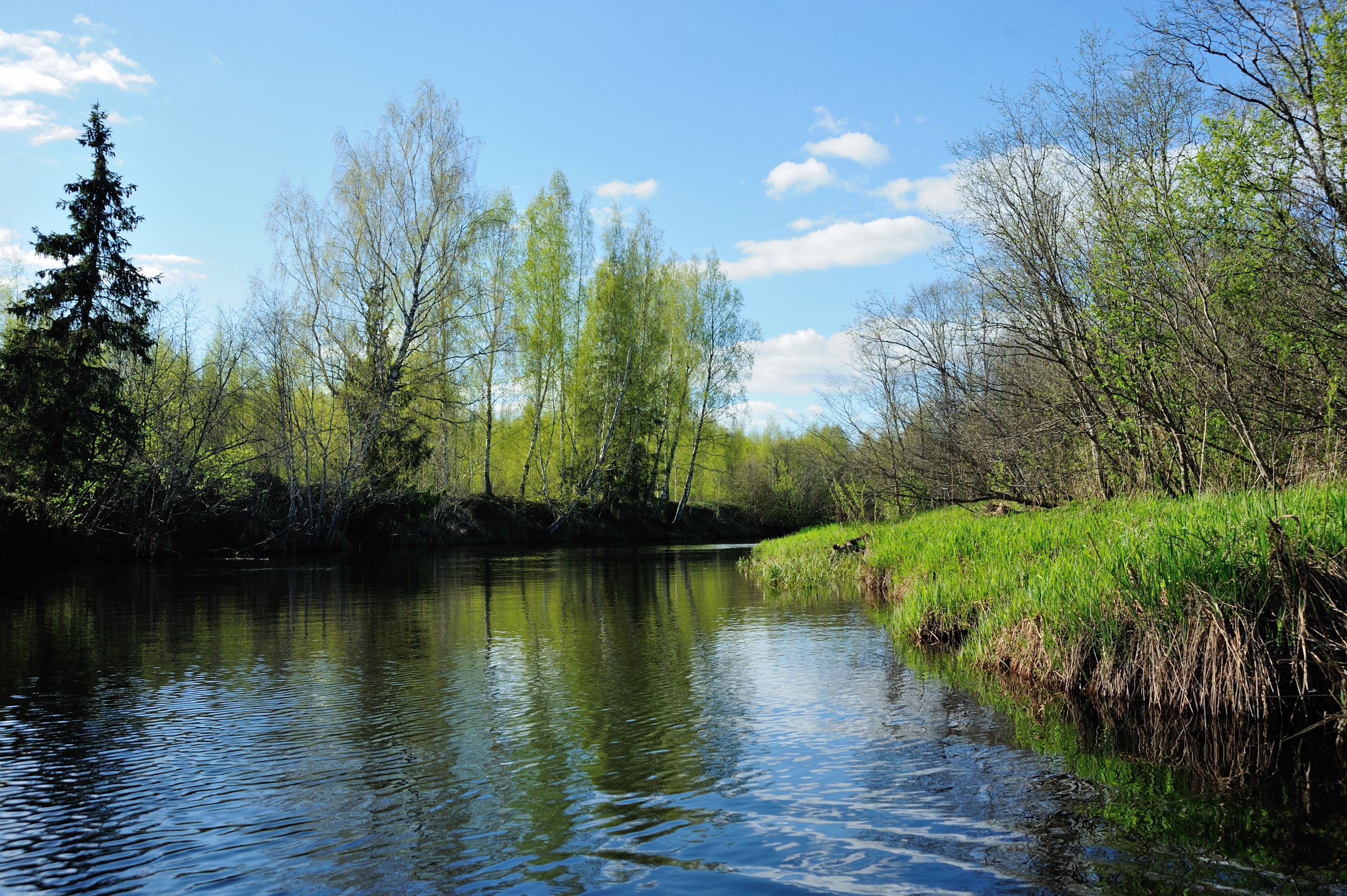
Rzeka Tudowka

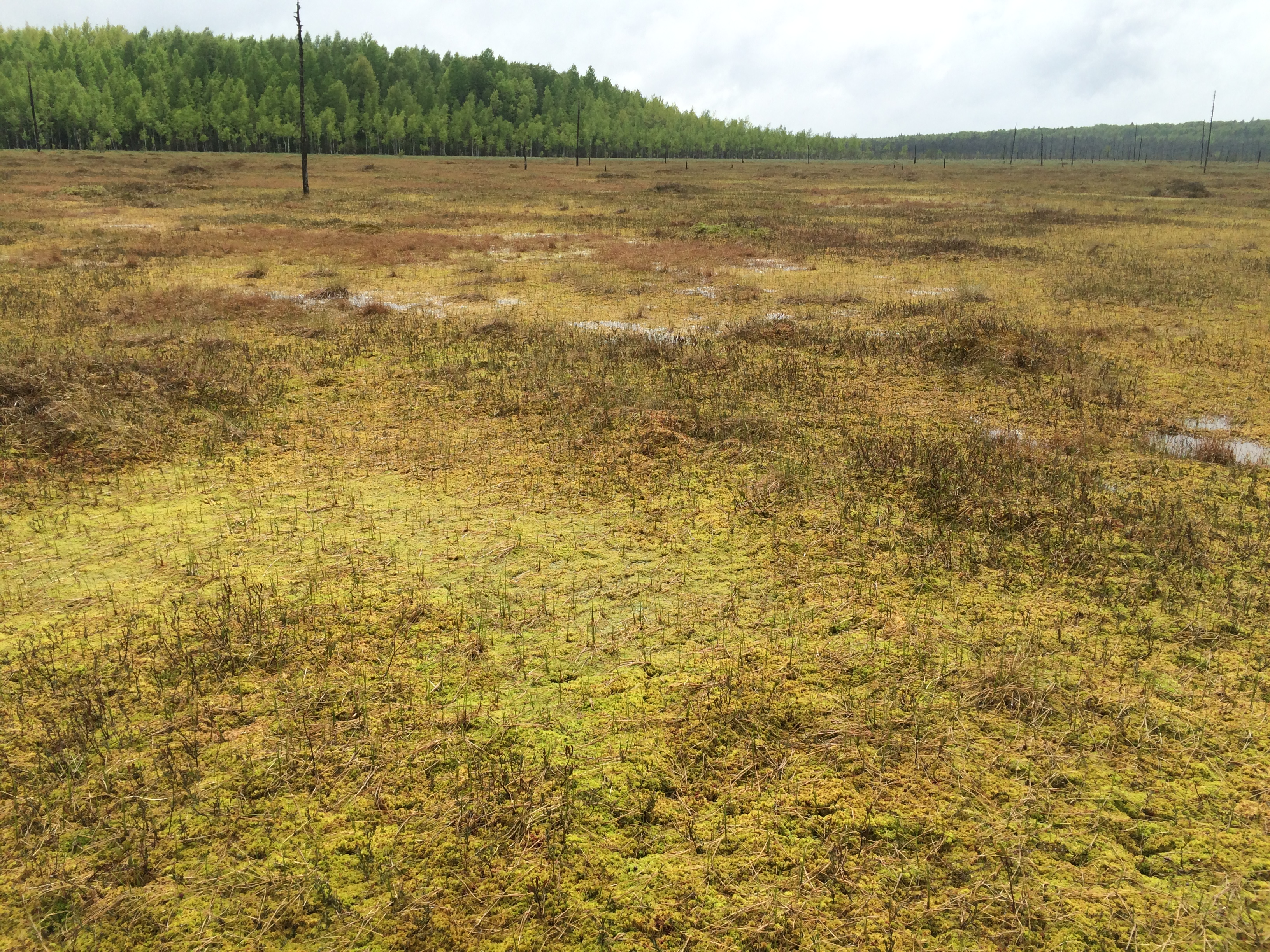
Bagno Starosielskij Moch

## Opis
Rezerwat znajduje się w południowo-zachodniej części Wyżyny Wałdajskiej. Jest to lekko pagórkowata równina, momentami bagnista, o wysokościach od 220 do 270 m n.p.m. Są tu źródła wielu rzek (m.in.: Mieży, Tudowki, Żukopy, Tiuzmy) będących dopływami Wołgi i Dźwiny.
Klimat jest kontynentalny. Średnia miesięczna temperatura w lipcu to +17,5 °C, a w styczniu -9,5 °C. 

## Flora
Prawie cały teren rezerwatu zajmują lasy. Lasy świerkowe to 47% powierzchni leśnej, lasy sosnowe 10%, lasy brzozowe 28%, lasy osikowe 12%. Bagna zajmują około 4% powierzchni rezerwatu. Unikatową cechą rezerwatu są lasy świerkowe, które nie były wycinane od ponad 500 lat.
Z rzadkich roślin występuje tu m.in.: wroniec widlasty, obuwik pospolity, brzoza niska, języczka syberyjska, bażyna czarna, wątlik błotny, miesiącznica trwała, paprotnik Brauna.

## Fauna
Rezerwat zamieszkuje 56 gatunków ssaków, 212 gatunków ptaków, 5 gatunków gadów i 6 gatunków płazów.
Z ssaków żyją tu m.in.: niedźwiedź brunatny, lis rudy, bóbr europejski, borsuk europejski, łasica pospolita, kuna leśna, norka europejska, wydra europejska, dzik euroazjatycki, łoś euroazjatycki, sarna europejska, polatucha syberyjska, leming leśny, ryś euroazjatycki i jenot azjatycki. 
Ptaki to m.in.: cietrzew zwyczajny, kulik wielki, bocian czarny, żuraw zwyczajny, gęś białoczelna, orzeł przedni, bielik, sokół wędrowny, puchacz zwyczajny, jastrząb zwyczajny oraz myszołów zwyczajny.   
Gady żyjące w rezerwacie to: jaszczurka żyworodna, jaszczurka zwinka, żmija zygzakowata, zaskroniec zwyczajny, padalec zwyczajny, a płazy: ropucha szara, ropucha zielona, żaba trawna, żaba moczarowa, żaba jeziorkowa i traszka zwyczajna.